# Saint-Quentin-de-Blavou

Saint-Quentin-de-Blavou este o comună în departamentul Orne, Franța. În 1 ianuarie 2022 avea o populație de 77 de locuitori.